# Parafia św. Józefa w Jamaica
Parafia św. Józefa w Jamaica (ang. St. Joseph's Parish) – parafia rzymskokatolicka położona w Jamaica, w stanie Nowy Jork, Stany Zjednoczone.
Jest ona wieloetniczną parafią w diecezji Brooklyn, z mszą św. w j. polskim, dla polskich imigrantów.
Ustanowiona w 1904 roku, pod wezwaniem św. Józefa.